# Park Krajobrazowy Wzgórz Dylewskich
Park Krajobrazowy Wzgórz Dylewskich – park krajobrazowy o powierzchni 71,7 km² leżący w województwie warmińsko-mazurskim, na terenie trzech gmin powiatów ostródzkiego (Dąbrówno, Ostróda) oraz iławskiego (Lubawa). Wokół Parku utworzono otulinę o powierzchni 146,6 km² – poza wymienionymi gminami leży ona także na terenie gminy Grunwald.
Park powstał w 1994 roku w celu ochrony bardzo urozmaiconej rzeźby, unikatowych walorów krajobrazowo-widokowych, bogatej ilościowo i zróżnicowanej gatunkowo flory i fauny i dużych wartości historyczno-kulturowych terenu. Obejmuje swymi granicami najwyższą część Garbu Lubawskiego, zwaną Wzgórzami Dylewskimi. Należą one do najbardziej urozmaiconych morfologicznie obszarów Pojezierza Chełmińsko-Dobrzyńskiego i najwyższych wzniesień polskich pojezierzy (najwyższe wzniesienie Dylewska Góra 312 m n.p.m.).
Obszar Parku usytuowany jest powyżej rzędnej 165 m n.p.m. Najniższe miejsca położone są w dolinach cieków wodnych, np. w dorzeczy Poburzanki. Charakterystyczną cechą ukształtowania terenu jest wyjątkowo silna dynamika rzeźby terenu, wyrażająca się wielkością lokalnych deniwelacji i intensywnością występowania form morfologicznych. Deniwelacje 40–60 m są powszechne, a nierzadko osiągają 80 m. Spadki na zboczach często przekraczają 25%.
Wody powierzchniowe odpływają promieniście w różnych kierunkach. Rzeki i strumienie biorą tu swój początek, a ich źródła zlokalizowane są głównie na obrzeżach Parku i w otulinie: rz. Dylewka, rz. Poburzanka, rz. Gizela, rz. Sandela, rz. Świniarc, rz. Struga, rz. Mała Wkra, rz. Wel.
Obszar Wzgórz Dylewskich jest jedynym w województwie warmińsko-mazurskim stanowiskiem występowania bodziszka żałobnego, fiołka trwałego i ułudki leśnej.

## Rezerwaty przyrody
W obrębie parku krajobrazowego i jego otuliny utworzono następujące rezerwaty przyrody: 
- Jezioro Francuskie
- Dylewo
- Rzeka Drwęca (w otulinie)

Planowane rezerwaty przyrody:
- Uroczysko Dylewo
- Uroczysko Klonowo[5].